# 顯微鏡座ν
顯微鏡座ν，又名CD-4414020，HD 195569、SAO 230276、HR 7846，是顯微鏡座的一颗恒星，视星等为5.11，位于銀經356，銀緯-36.45，其B1900.0坐标为赤經20h 27m 2.8s，赤緯-44° -36.45′ 18″。